# Tenzin Choegyal
Ne doit pas être confondu avec Ngari Rinpoché.
Tenzin Choegyal, né au Tibet le 2 avril 1973, est un musicien et un compositeur tibétain s’inspirant de la musique  traditionnelle du Tibet.

## Biographie
Tenzin est né au Tibet, s’est échappé au Népal et a grandi en exil à Dharamsala, en Inde. Enfant, Tenzin écoutait les chants de sa mère dans le style des nomades du Tibet et il attribue une grande partie de sa passion à sa mère.
En 1997, il rejoint l’Australie où il fait ses débuts dans le monde de la musique australienne.
Tenzin a travaillé avec de nombreux musiciens de premier plan en Australie dont Michael Askill, Shen Flindell, Spiros Rantos, Ash Grunwald, Paul Coppen, Stringmansassy, Oscar and Marigold, Riley Lee, James Coats, Tsering Dorjee Bawa, Baatar Sukh, Katherine Philp, Cathedral Band, Marcello Milani pour n'en nommer que quelques-uns.
Il se produit aussi avec des moines tibétains en exil, qu’il soutient financièrement par ses tournées, ainsi que les Villages d'enfants tibétains, l'école pour les enfants réfugiés du Tibet qui l’a assisté quand il était enfant.